# Anthocoris
Anthocoris is een geslacht van wantsen uit de familie bloemwantsen (Anthocoridae). Het geslacht werd voor het eerst wetenschappelijk beschreven door Fallén in 1814.

## Soorten
Het genus bevat de volgende soorten:

- Anthocoris ailaoanus Bu & Zheng, 1991
- Anthocoris albiger Reuter, 1884
- Anthocoris alienus (White, 1880)
- Anthocoris alpinus Zheng, 1984
- Anthocoris amplicollis Horváth, 1893
- Anthocoris angularis Reuter, 1884
- Anthocoris angustatus Zheng, 1984
- Anthocoris annulipes Poppius, 1909
- Anthocoris antevolens White, 1879
- Anthocoris armatus Bu & Zheng, 1991
- Anthocoris atricomis Bu & Zheng, 1991
- Anthocoris austropiceus Gross, 1954
- Anthocoris bakeri Poppius, 1913
- Anthocoris bicuspis (Herrich-Schaeffer, 1835)
- Anthocoris butleri Le Quesne, 1954
- Anthocoris caucasicus Kolenati, 1857
- Anthocoris chibi Hiura, 1959
- Anthocoris concinnus Bu & Zheng, 1991
- Anthocoris confusus Reuter, 1884
- Anthocoris dentipes Champion, 1900
- Anthocoris dimorphicus Anderson & Kelton, 1963
- Anthocoris dimorphus Zheng, 1984
- Anthocoris dividens Bu & L.Y. Zheng, 2001
- Anthocoris expansus Bu, 1995
- Anthocoris flavipes Reuter, 1884
- Anthocoris fulvipennis Reuter, 1884
- Anthocoris gallarumulmi (De Geer, 1773)
- Anthocoris golestanicus Moulet, Ghahari & Ostrovan, 2018
- Anthocoris gracilis L.Y. Zheng, 1984
- Anthocoris guentheri Péricart, 2007
- Anthocoris himalayanus Zheng, 1982
- Anthocoris hirsutus L.Y. Zheng, 1982
- Anthocoris hiurai Bu & L.Y. Zheng, 2001
- Anthocoris hsiaoi Bu & L.Y. Zheng, 1991
- Anthocoris indicus Poppius, 1909
- Anthocoris japonicus Poppius, 1909
- Anthocoris kalopanacis Kerzhner, 1977
- Anthocoris kerzhneri Bu & L.Y. Zheng, 2001
- Anthocoris kmenti Mouket, Ghahari & Ostovan, 2017
- Anthocoris limbatus Fieber, 1836
- Anthocoris longiusculus Bu & Zheng, 1991
- Anthocoris marginatus Zheng, 1982
- Anthocoris minki Dohrn, 1860
- Anthocoris miyamotoi Hiura, 1959
- Anthocoris montanus Zheng, 1984
- Anthocoris muraleedharani Yamada, 2010
- Anthocoris musculus (Say, 1832)
- Anthocoris nemoralis (Fabricius, 1794)
- Anthocoris nemorum (Linnaeus, 1761)
- Anthocoris nigripes Reuter, 1884
- Anthocoris nilgiriensis Muraleedharan, 1977
- Anthocoris notatotibialis Bu & L.Y. Zheng, 2001
- Anthocoris obsoletus (Blanchard, 1852)
- Anthocoris pacifica Kirkaldy, 1908
- Anthocoris pericarti Bu & L.Y. Zheng, 2001
- Anthocoris pilosus (Jakovlev, 1877)
- Anthocoris pistaciae Wagner, 1957
- Anthocoris poissoni Kiritshenko, 1952
- Anthocoris qinlingensis Bu & Zheng, 1990
- Anthocoris rufotinctus Champion, 1900
- Anthocoris salicis Lindberg, 1953
- Anthocoris sarothamni Douglas & Scott, 1865
- Anthocoris sibiricus Reuter, 1875
- Anthocoris simillimus Poppius, 1909
- Anthocoris simulans Reuter, 1884
- Anthocoris takahashii Hiura, 1959
- Anthocoris thibetallus Poppius, 1909
- Anthocoris tomentosus Péricart, 1971
- Anthocoris tomentosus P▒ricart, 1971
- Anthocoris tristis Van Duzee, 1921
- Anthocoris ussuriensis Lindberg, 1927
- Anthocoris variicornis Champion, 1900
- Anthocoris variipes Champion, 1900
- Anthocoris visci Douglas, 1889
- Anthocoris whitei Reuter, 1884
- Anthocoris yangi Bu & Zheng, 1991
- Anthocoris yunnanus Zheng, 1984
- Anthocoris zhengi (Pericart, 1996)
- Anthocoris zoui Bu & L.Y. Zheng, 2001